# 太田みぎわ
太田 みぎわ（おおた みぎわ、1991年生 - ）は、日本のAV監督、脚本家。

## 略歴
演劇を行っていた大学時代、作品制作より「人と会って話して脚本書いて」という作業プロセスにやりがいと面白みを感じる。進路をカウンセラー、精神科医、AV監督の中から、二村ヒトシの本を読んだことをきっかけにAV監督を選び、2016年にソフト・オン・デマンド（SOD）に就職。同期入社は小松（17）、ANZO、秋山メメ。
AD経験を経て、2017年4月20日、『これマジ！？女体に【憑依】できる男は実在した！』で監督デビュー（木村真也と共同監督）。のちに「憑依モノ」を専門とする「ノットリレーベル」ではプロデュースも含めて担当した。一般的な専属女優のAV作品も手掛けながら、バイトテロを元にしたAV『憑依バカッター』、カラオケミュージックビデオ風に仕上げたサンプル視聴映像、女優をトランクケースに入れてデリバリーする模様をモキュメンタリー形式で撮影した作品など「発想が異常」とも言われ、バズる話題作を作り続けた。2020年2月、週刊プレイボーイ・エロデミー賞で監督賞受賞（受賞作品は『憑依バカッター 小倉由菜 エロバカ行為怒涛の20連発 大大大炎上SP』）。
2020年8月にSODを退社。同年9月、自分の中のエロを掘り下げるべくTOHJIRO率いるDogmaに入社。
移籍経緯はのちのインタビューで「SODは大好きな会社でして、僕のAV監督としてのほぼすべてを鍛えてもらったし、いる人も好きだった」。「（しかし）ユーザーがSODに求めるAVと、自分の作りたいAVが乖離してきた」、「TOHJIROさんが現役でやられているうちに、一度身を預けてそういったAVの撮り方を学びたい」と述べており、弟子入りという形での入社であったことを明かしている。

## 人物
- 師匠とするAV監督はTOHJIRO、木村真也、二村ヒトシ。影響受けたAV監督は黒澤あらら、葵刀樹。
- 情熱的な作風やSM、凌辱系作品で有名なTOHJIROを尊敬するものの、自身にはできないと語っており、撮影スタイルは「基本的には0から100まですべて台本に書きます。で、全部段取りを組んでそれ通りにやってもらいます」[5]と設定の中からリアルな感情を引き出すことを作風とする。また「自分は逆に、針の穴を通すような、細い細い一点集中の作品」[1]「掘って掘って、潜って潜って、深いところに行きたい」[1]と述べている。

## おもな監督作品

### アダルトビデオ
- 『これマジ！？女体に【憑依】できる男は実在した！』（2017年4月、SODクリエイト）[6]
- 『【※閲覧注意】ヤバすぎる、闇ロ○売買の実態。怯えて動かない少女を人形の様に遊ぶ鬼畜変態客…』（2019年9月、SODクリエイト）
- 『憑依バカッター』シリーズ（2019年 ‐ 2020年、SODクリエイト）
- 『がいがぁかうんたぁ実写版』（2020年1月、SODクリエイト）- 出演:	冬愛ことね。クジラックスの同人漫画を原作とする。
- 『通電ショック洗脳実験』シリーズ（2020年 ‐ 、ドグマ）[7]
  - 冬愛ことね (2020/11/19)
  - 森日向子 (2021/04/15)
  - 久留木玲 (2021/08/14)
  - 松本いちか (2022/01/15)
  - 佐野なつ (2022/6/18)
  - 皆瀬あかり (2023/02/18)
  - 倉本すみれ (2023/11/18)
- 『麻酔ホルマリン漬け少女コレクション 徐々に体の感覚を失い、固まっていく少女の標本化映像 河奈亜依』（2021年1月、ドグマ、レーベル:太田みぎわのアンモラルポルノ劇場）
- 『毒ガス/媚薬deガンギマリ洗脳実験』シリーズ（2021年11月-、ドグマ、レーベル:太田みぎわのアンモラルポルノ劇場）
  - 白桃はな（2021年11月13日）
  - 横宮七海（2022年4月16日）
  - 藤田こずえ（2023年7月15日）
- 『【性処理】下水管少女 花狩まい』（2022年5月17日、ドグマ、シリーズ:下水管少女、レーベル:太田みぎわのアンモラルポルノ劇場）
- 『【性処理】下水管彼女 ―愛の大豪雨編― 白桃はな』（2022年11月15日、ドグマ、シリーズ:下水管少女、レーベル:太田みぎわのアンモラルポルノ劇場）
- 『一日（膣）奴隷宣言 膣鎖/クリメンソレータム/子宮パン/ビンタイキ/ゼリー流し込み/デカチンピストン×2/ドライヤー熱風イカセ/飲尿 膣依存女のマ○コをグッチャボコ 横宮七海』（2023年4月15日、ドグマ）

## 出演

### テレビ
- 他人のSEXで生きてる人々3（2022年1月、CSヌーヴェルパラダイス）